# Lugaru
Lugaru: The Rabbit’s Foot — первая коммерческая видеоигра, созданная Wolfire Games. Это кроссплатформенный 3D-экшн для Microsoft Windows, AmigaOS 4, AROS, Mac OS X, и Linux. Игрок управляет Тёрнером, антропоморфным кроликом, владеющим боевыми навыками. Используя широкий спектр боевых техник, Тёрнер сражается с волками и враждебными кроликами на степных, заснеженных и пустынных территориях.
Lugaru создана Дэвидом Розеном практически в одиночку, включая игровой движок, модели, анимации и историю. Это одна из первых независимых игр, использующих ragdoll-физику. Игра использует уникальную боевую систему, основанную на атаках и вовремя сделанных контратаках, использующую различные сочетания клавиш. Игра была хорошо оценена и широко распространялась на условно-бесплатной основе, особенно среди пользователей Mac. Позже Тим Сорет улучшит игровые текстуры, и Wolfire начнет продавать обновленную версию, известную как Lugaru HD.
Название Lugaru — это фонетическое произношение слова «loup-garou», которое по-французски значит вервольф.
Дэвид Розен анонсировал Overgrowth, продолжение Lugaru. Релиз версии 1.0 состоялся 16 октября 2017.

## Сюжет
История разворачивается на острове Лугару (англ. Lugaru), всеми персонажами являются антропоморфные животные. Сюжет повествует о Тёрнере, довольно известном кролике-воине, живущим со своей семьей и друзьями в небольшой деревне.
В деревне живут Тёрнер, его жена и дочь, Скиппер, Кловер и Джек. В один из дней к ним приходит незнакомец, утверждающий, что видел лагерь рейдеров неподалеку. Решив проверить это место, Тёрнер отправляется туда с незнакомцем. Однако это оказывается ловушкой, Тёрнер попадает в западню. Расправившись с рейдерами, он спешит в деревню. Всех кролики мертвы, только Джек еще дышит, а Скиппер пропал. Перед смертью Джек говорит, что во время налета на деревню Скиппер просто стоял и смотрел на происходящее. Тёрнер обещает уничтожить налетчиков. Он уходит из деревни, оставив Джека. Уничтожив лидера налетчиков, вернув себе броню, которую тот забрал, Тёрнер в одном из рейдерских лагерей находит Скиппера. Последний рассказывает, что знал о налете, ему об этом рассказал Джек, обещая, что никто не пострадает. Но во время налета не Скиппер, а Джек просто смотрел на происходящее, он — настоящий предатель. Скипперу же рейдеры сохранили жизнь, чтобы сделать его заложником. Тёрнер возвращается в деревню. Труп Джека исчез. Тёрнер убеждается, что Джек обманул его, предполагает, что Джек отправился в Скалистый Чертог, и решает догнать его.
Когда Тёрнер достигает Скалистого Чертога (англ. Rocky Hall) и спрашивает про Джека, один из охранников сообщает, что какой-то Джек говорил об убийстве Тёрнера. Однако большинство охранников видят в Тёрнере героя и делают вид, что не видели его. Благодарный Тёрнер покидает Чертог и отправляется на север продолжить преследование Джека. По пути Тёрнер вынужден сражаться с охранником, нуждающимся в деньгах, следившим за ним после ухода из Чертога, волком и пятью нанятыми Джеком солдатами-кроликами. Тёрнер наконец-то находит Джека недалеко от места, где сражался с наемниками. Перед тем, как Тёрнер убьет его, Джек рассказывает о происходящем. Волки, уничтожив всех кроликов в прошлый раз и лишившись еды, решили сделать их своими рабами. Король заключил с ними этот договор, опасаясь за свою жизнь. Чтобы не поставить сделку под угрозу, король послал Джека уничтожить рейдеров, единственную реальную угрозу для волков. Джек, организовав налет на деревню, настроил Тёрнера против рейдеров. Тёрнер, убив всех рейдеров, исполнил план короля, даже не подозревая об этом.
Узнав жестокую правду, Тёрнер противостоит Хикори. Король приказывает стражам убить Тёрнера, но те отказываются. С полной поддержкой стражей Тёрнер свергает власть. Он говорит кроликам, что встретится с Альфа-волком у убьет его, если потребуется. Хикори, чтобы восстановить свои права, посылает трех волков убить Тёрнера до того, как он встретит Альфа. Однако Тёрнер убивает волков и находит короля, спрятавшегося в горах с двумя стражами. Король впадает в шок, когда узнает, что Тёрнер убил волков. Тёрнер называет Хикори трусом и обвиняет его в том, что тот даже не пытался противостоять волками. В драке Тёрнер убивает короля и забирает его меч.
Тёрнер наконец-то достигает логова волков и уничтожает всех обитателей, включая матерей и детей. Позже приходит Эш, Альфа-волк. Он предупреждает, что без волков возникнет перенаселение кроликов, а за этим и голод, который вызовет гражданскую войну. Тёрнер отвечает тем, что если он не убьет волков, они потеряют контроль над собой, уничтожат всех кроликов и умрут от голода, смерть же от его рук благороднее. Тёрнер побеждает Эша и убивает его. После этого он возвращается в Скалистый Чертог, где ему предлагают стать королем, потому что Тёрнер — первый кролик, который смог уничтожить стаю волков. Тёрнер отказывается, чувствуя, что не справится, и решает бродить по острову в поисках нового смысла жизни.

## Игровой процесс
Игровая механика Lugaru базируется на ближнем бое с акцентом на восточные единоборства. Во многих драках игрок и персонажи могут использовать ножи, мечи и бо. Присутствует возможность разоружения и контратаки противника. Несмотря на сосредоточенность игры на ближнем бое, игра имеет систему стелса и вознаграждает игрока за незаметные убийства.
Lugaru имеет особую систему управления. В игре всего лишь 3 кнопки действий: атака, прыжок и уворот. Таким образом, игра делает особый упор на позиционировании и расчете времени атаки, которые увеличивают её эффективность, вместо комбинаций клавиш.
Игра не имеет HUD, поэтому игрок самостоятельно должен определять состояние жизни Тёрнера по визуальным эффектам, таких как поза персонажа, видимые повреждения не теле, потемнение и размытие экрана. Игрок также должен учитывать различные факторы окружающей среды, такие как звуки, направление ветра и наличие крови на своем оружии, потому что некоторые из противников (волки) обладают сильным обонянием и могут учуять запах крови на персонаже или оружии, другие же (кролики) имеют прекрасный слух и слышат звуки, издаваемые игроком.
Помимо сюжетного режима, рассказывающего историю Тёрнера, в игре присутствует режим «испытаний», состоящий из 14 локаций, на которых игроку необходимо уничтожить всех противников. Также имеется интерактивный режим обучения.

## Поддержка разработки сообществом
После успеха игры в составе первого Humble Indie Bundle, Wolfire предоставила исходный код Lugaru на лицензии GNU General Public License 11 мая 2010. Исходных код позволил портировать игру на такие платформы, как AmigaOS 4 или OpenPandora. В ноябре 2016 Дэвид Розен повторно лицензировал исходники как открытый контент CC BY-SA 3.0 Creative Commons license, сделав Lugaru полностью бесплатной игрой. В начале 2017 исходники HD версии были представлены.

## Отзывы
Игровой дизайнер Джейкоб Дрисколл сделал обзор на Lugaru в своих веб-сериях, Игровой Дизайн от Джейкоба Дрисколла.

Хорошо, что все мелкие недостатки, которые я нашел в игре, всего лишь придирки. Я хотел бы больше контекстных взаимодействий, больше исследования мира, больше видов оружия, брони и стратегий противников (я хотел бы улучшенную стелс-механику, больше ситуаций, когда враги предупреждали бы друг друга об опасности, больше вертикального геймплея). Агрессивная стиль игры не сильно отличается от моего, и я бы оценил чуть усложненную стратегию — я чувствую, что мои победы основаны больше на удачи, чем на реальном выборе действий — но, честно говоря, игра была достаточно коротка, а драки вида бежать-блокировать-ударить-бежать-УДАРСНОГИ веселыми. Игра слаженно сделанаОригинальный текст (англ.)It’s a good sign that the minor flaws I’m seeing are mostly a situation of wanting to see more. I want more contextual fighting moves, more world exploration, better use of the variety of weapons, armor, and enemy strategies (I could’ve used more stealth, or more situations where enemies alerted their allies, or more verticality to the stages). Brawlers are quite different from my normal fare, and I would’ve appreciated a little more involved strategy – I feel like a few of my victories were more based on getting off lucky Leg Cannon attacks than on any real meaningful choices – but honestly the game was short enough and combat was fun enough that the run-block-kick-run-LEG CANNON cycle I found myself using didn’t get that old. The thing felt really cohesively done.— Джейкоб Дрисколл, Игровой Дизайн от Джейкоба Дрисколла, 5 июня 2015
Ян бек с InsideMacGames.com дал Lugaru 8.25 баллов из 10 после глубокого обзора из 3 страниц. Он критиковал линейную историю игры как мелкий недостаток, а ragdoll-физику как «довольно нелепую». Однако он оценил игровую графику как «очень хорошую» (учитывая низкий бюджет игры), а также похвалил motion blue, эффект slow motion и внимание, уделенное разработчиком к окружающим деталям, таким как кровь на земле и модели персонажей. Особенно Ян похвалил контекстную боевую систему.
Стивен Келли из Blue Mage Reviews хвалил «продвинутую, инновационную боевую систему» и отметил, что «стратегическая глубина увеличивает реиграбельность», а игра порой слишком сложная, а также плохую графику. Он также сказал: «База геймплея, который продолжает прекрасно развлекать после завершения сюжетного режима, его сочетание необычных идей должны быть запомнены и доработаны в будущем».
В июне 2013 GameRankings насчитывает только один обзор игры: Дэвид Визкаино из Gamers Daily News, который оценил Lugaru на 8.3, указал игру как «стоит попробовать, если вы ищете испытания навыков».
Хамиш Пол Уилсон из GamingOnLinux дал игре 8/10, сказав о ней «Впечатляющий подвиг, если и есть что-то более амбициозное, выполненное с изрядным количеством компетентности и мастерства. Хотя игра и не идеальная, она предлагает игровой опыт, который невозможно получить в других играх, будь то консольные файтинги, которые установили жанр, или его коллеги на PC.».